# Boulengerella
Boulengerella is een geslacht van straalvinnige vissen uit de familie van de snoekzalmen (Ctenoluciidae).

## Soorten
- Boulengerella cuvieri (Spix & Agassiz, 1829)
- Boulengerella lateristriga (Boulenger, 1895)
- Boulengerella lucius (Cuvier, 1816)
- Boulengerella maculata (Valenciennes, 1850)
- Boulengerella xyrekes Vari, 1995